# 和田義彦
和田 義彦（わだ よしひこ、1940年4月3日 - 2016年3月25日）は、日本の画家。
2006年、イタリア人画家アルベルト・スギの作品との強い類似性が問題視され、芸術選奨文部科学大臣賞を正式に取り消されるなどの社会的な波紋を呼んだ。1950年に創設された芸術選奨の歴史の中で、賞取り消しは初めての事態であった。

## 略歴
- 1940年 -三重県北牟婁郡引本町（現紀北町）で出生。
- 1959年 -愛知県立旭丘高等学校美術科を卒業。東京芸術大学美術学部油画科に入学。
- 1963年 -東京芸術大学美術学部油画科を卒業。
- 1964年 -スルガ台画廊で初めての個展開催。
- 1965年 -東京芸術大学大学院美術研究科を修了、研究副手となる。
- 1966年 -国画会展　野島賞受賞。
- 1967年 -国画会展　プールブー賞受賞。滝沢具幸・和田義彦二人展（スルガ台画廊）開催。
- 1968年 -国画会会友に推挙される。
- 1969年 -講談社フェーマススクールズにインストラクターとして勤務。（1971年まで）
- 1970年 -国画会会員に推挙される。
- 1971年 -イタリア政府給費留学生として渡伊、ローマ美術学校でジェンティリーニ教室で学ぶ。
- 1972年 -ローマ国立中央修復学校に編入学、バルディ教授に師事して修復技術、古典技法を学ぶ。シモーネ・マルティーニ、セバスティアーノ・デル・ビオンボの作品等の模写を行う。
- 1974年 -現代日本新人作家展（日本橋高島屋）出品。ローマ、ドーリア＝パンフィーリ美術館でベラスケス作《インノケンティウス10世》の模写を行う。
- 1975年 -マドリード、プラド美術館でルーベンス作《プロセルピーナの略奪》《聖ペドロ》ホセ・デ・リベラ作《聖バルトロメイ》の模写を行う。
- 1976年 -マドリード、プラド美術館でホセ・デ・リベラ作《バコ女性像》の模写を行う。
- 1977年 -東京に住む。
- 1979年 -第1回明日への具象展（日本橋高島屋他）出品。（81、82年）
- 1981年 -名古屋芸術大学美術学部助教授に就任。（1985年から教授）
- 1982年 -開館記念　三重の美術・現代（三重県立美術館）招待出品。
- 1983年 -帰国後初の個展・和田義彦個展（日本橋高島屋、7.28-8.2、名古屋丸栄スカイル、9.29-10.4）開催。具象現代展（上野松坂屋）出品。裸婦デッサン展（伊勢市・亀谷美術館）出品。
- 1984年 -第1回日本青年画家展（日本橋三越）出品。（85年）和田義彦滞欧作と新作展（東京自由が丘・一誠堂画廊、10.26-11.5）開催。和田義彦個展（大阪・阪急百貨店、11.21-11.26）開催。炎の会展（名古屋・第一画廊）に佐々亮暎、鈴木五郎と出品。（96年まで）
- 1985年 -和田義彦展（名古屋画廊、5.14-5.22）開催。
- 1988年 -洋画の現在と未来展（企画・美術世界画廊、会場・ラフォーレミュージアム赤坂）出品。
- 1990年 -サロン・ド・アブリル展（東京・日動画廊本店）出品。第27回太陽展（東京・日動画廊本店）出品。（以後05年まで毎年）第21回日動展出品。和田義彦展　この十年の歩み展　PartI（名古屋・ギャルリー・メチエ、12.8-12.18）開催。
- 1991年 -和田義彦展　この十年の歩み展 PartII（名古屋・ギャルリー・メチエ、1.20-1.30）開催。パリ国立美術大学ピエール・キャロン教授からパリに招待される。以後数年間、同大学にアトリエを借りて毎年制作を行う。
- 1992年 -和田義彦展（名古屋日動画廊11.20-11.28）開催。
- 1993年 -和田義彦展（東京・日動画廊本店、9.14-9.21）開催。3人展（ローマ、グラディーバ画廊）出品。
- 1995年 -藤田吉香、山本文彦とともに実行委員となって組織した赫風会展（東京大丸、京都大丸、大丸大阪心斎橋店）出品。
- 1998年 -和田義彦展（東京・日動画廊本店、1.19-1.27、名古屋日動画廊、1.29-2.6）開催。雑誌「美術の窓」連載の芸苑雑事記（瀧悌三著）挿画原画展（銀座・風童門）開催。樹要会展（東京・日動画廊本店）出品。
- 2000年 -両洋の眼21世紀の絵画展（日本橋三越他）出品。（以後05年まで毎年）和田義彦挿画原画展　森村誠一著「敵対狼群」（東京・日本橋高島屋（3.30-4.5）、大阪・なんば高島屋（4.12-4.18）名古屋・丸栄スカイル（5.3-5.9）開催。
- 2001年 -和田義彦展、新作と森村誠一著作のための原画展（東京・日動画廊本店、10.31-11.9、名古屋日動画廊、2002.1.10-1.19）開催。
- 2002年 -現代洋画選抜展（名古屋・松坂屋本店）出品。名古屋芸術大学教授を退官。
- 2003年 -東郷青児美術館大賞25周年記念　25人の絵画展（損保ジャパン東郷青児美術館）出品。4つの視点展（サムホール画廊）招待出品。（04年）15の眼展（光画廊）出品。（04年）
- 2004年 -桃花の会展（日本橋高島屋）出品。
- 2005年 -両洋の眼新美術主義の画家たち展（日本橋三越他）出品、河北倫明賞受賞。秋山庄太郎・画家・一期一会展（日本橋高島屋）出品。和田義彦展開催（三重県立美術館、渋谷区立松濤美術館、茨城県つくば美術館）
- 2006年5月 - イタリアの画家アルベルト・スギの作品との、作品類似疑惑が発生。
- 2006年6月5日 - 芸術選奨文部科学大臣賞、安田火災東郷青児美術館大賞の取り消し。国画会退会。
- 2008年 -パリ・セーヌ画廊で小品展開催。和田義彦展（東京セントラル美術館　11.24-11.30）開催。
- 2010年 -円鳥洞画廊特別企画和田義彦展（円鳥洞画廊、10.12-22）開催。東北福祉大学特別任用教授。
- 2011年 -2011年3月12日～4月3日、中国北京「Mizuma & One Gallery」にて「和田義彦展～挽歌～」開催。
- 2012年 -ブータン王国芸術顧問に就任、国王及び王妃の肖像画を制作。
- 2013年 -和田義彦展(東京・ギャラリーミハラヤ、5.6-5.18)開催。
- 2014年 -「日本とブータンの子供たち絵画交流展」を、福島県、宮城県、東京都内の計5会場にて開催[2][3]。
- 2016年 - 死去。75歳没。[要出典]

## 盗作疑惑
2006年、芸術選奨で文科大臣賞を授与された際、受賞理由の一つであった回顧展にイタリア人画家アルベルト・スギの作品（『何処へ？』1991年）と酷似したもの（『旅立ち』2002年）を出展しているとの投書が行われ、文化庁が調査を開始した。和田はイタリア留学中の知人であったスギの作品と酷似している事を認めつつ、「同じモチーフで制作したもので、盗作ではない」「本人に了解を取っている」「スギ氏とは30年以上の深い交流を通じて、作品の創作においても啓発しあった」「（スギ作品と）形を同化して私なりの空間、造形性を技法と絵肌で盛り込み、独自の世界を創造。盗作ではない」「一部の作品はスギ氏へのオマージュ」等と弁解したが、アルベルト・スギは「明らかな盗作」「事実は調査が始まって知った」「和田氏は私の絵のファンだと思っていた。画家だとは知らなかった。制作における影響関係もない」「和田作品は私の完全なコピーで盗作」「複数の作品をひとつにまとめたような作品まで作っている」と和田を強く非難した。
6月1日、所属する国画会は和田に対して退会勧告を行い、特別企画展「国画会の画家たち」を開催していたメナード美術館は和田の作品を撤去した。6月5日、文部科学省は和田への文科大臣賞・芸術選奨受賞の撤回を決定した。これに先立って和田が希望していた受賞の自主返上については、「返上では受賞履歴は残る」として拒否した。